# Azerrail Baku
Azerrail Baku ist ein aserbaidschanischer Frauen-Volleyballverein aus Baku.

## Geschichte
Azerrail Baku wurde 1986 gegründet und spielt seitdem in der aserbaidschanischen Superliga. Außerdem nehmen die Frauen regelmäßig an europäischen Wettbewerben teil. Im Europapokal der Pokalsieger 1993 belegte man den dritten Platz. 2002 wurde Azerrail Sieger im Top Teams Cup. 2004 belegte man in der Volleyball Champions League nach einer Niederlage gegen RC Cannes Platz vier. 2011 gewann man den Challenge Cup durch zwei 3:1-Endspielsiege über den Lokalrivalen Lokomotiv Baku. 2011/12 startete Azerrail in der Champions League und schied im Viertelfinale gegen VK Dynamo Kasan aus. Auch 2012/13 erreichte Azerrail in der Champions League das Viertelfinale, in dem man gegen Yamamay Busto Arsizio im Golden Set verlor.